# Syndicalisme d'industrie
Le syndicalisme d'industrie, ou syndicalisme de branche est une manière d'organiser les travailleurs syndiqués d'un champ professionnel et géographique. Tous les travailleurs d'une même branche professionnelle sont ainsi membres du même syndicat et ce à un niveau local ou départemental. Les syndiqués, sont ainsi sans distinction de qualification ou d'entreprise regroupés dans la même organisation, permettant un plus grand rapport de force lors des négociations collectives, de branche notamment. La majorité des défenseurs de ce fonctionnement syndical, le sont dans une perspective communiste de préparation de la gestion collective et démocratique future de la production par les travailleurs via le syndicat, en lieu et place des propriétaires d'entreprises actuels.
Le syndicalisme d'industrie s'oppose au syndicalisme d'entreprise ou au syndicalisme de métier, n'incluant pas ou peu les travailleurs précaires et de petites entreprises, montrant ses limites lors des mouvements de grèves ne s'étendant pas à tous les métiers d'une entreprise ou à toutes les entreprises du secteur, de la filière. Néanmoins ces différentes formes de syndicalisme coexistent parfois au sein d'une même organisation syndicale.

## Syndicalisme industriel par pays

### Australie
Verity Burgmann (en) affirme dans Revolutionary industrial unionism que les IWW en Australie ont introduit une forme alternative d'organisation, en contraste avec le travaillisme du Parti travailliste Australien ou des Bolchévick du Parti Communiste d'Australie. Pour Burgmann, le syndicalisme industriel, teinté par les IWW ressemblait au syndicalisme révolutionnaire de la CGT, mais bien plus concentré sur la nature industrielle de leur organisation. Il voyait le syndicalisme australien, et particulièrement l'anarcho-syndicalisme comme concentré sur des petits syndicats d'atelier mythifiés. La vision des IWW se rapproche alors d'un englobement révolutionnaire de la société: le commun industrielle.
En 2007, les IWW australien suivent l'analyse de Burgmann: les IWW ne se réfèrent pas au syndicalisme révolutionnaire ou à l'anarchisme (malgré le grand nombre de membres anarcho-syndicalistes) mais sont les porte-paroles du syndicalisme d'industrie révolutionnaire.

### Corée
Les théories et pratiques du syndicalisme d'industrie ne sont pas restreintes à l'Europe ou aux pays anglo-saxons. La confédération coréenne des syndicats (KCTU) se met comme objectif depuis 1999 de réformer ses structures organisationnelles sur le modèle du syndicalisme d'industrie.

### Afrique du Sud
Le congrès des syndicats sudafricain (COSATU) est organisé selon le modèle du syndicalisme d'industrie.

### Royaume-Uni
Marion Dutton Savage (en) associe l'état d'esprit du syndicalisme industriel "aux aspiration des travailleurs à contrôler les industries", inspiré par Robert Owen en 1833. Le Grand National Consolidated Trades Union (en) (GCTU) recrutait à la fois des travailleurs qualifiés et non qualifiés sur plusieurs champs industriels, avec un nombre de membres montant jusqu'au demi-million. Mais sous l'opposition frénétique, la GCTU s'effondre après quelques mois. Les idées du mouvement sont cependant intégrées quelque temps. Après l'échec du Chartisme, les syndicats britanniques ne se penchèrent plus que sur l'organisation des travailleurs qualifiés, et se limitèrent au soutien des syndicats d'industrie déjà créés.
Un nouveau mouvement qui avait "distinctement une conscience de classe, et vaguement socialiste" commença à organiser les travailleurs non qualifiés en 1889. Le syndicalisme industriel procède alors par la fusion des syndicats de métier pour former des syndicats industriels, plutôt que la création de nouvelles organisations. En 1910, Tom Mann visite la France et se familiarise avec le syndicalisme révolutionnaire, et retourne au Royaume-Uni pour organiser le Worker International Industrial Union, un précurseur des IWW britannique.
Par exemple, en 1922 des syndicats industriels comme celui du National Union of Railwaymen organise les cheminots, tandis que la Fédération des mineurs du Royaume-Uni regroupes tous les syndicats des mineurs.

### États-Unis d'Amérique
Aux États-Unis d'Amérique, le syndicalisme se fonde sur les syndicats de métier. Au début du siècle, seul la Western Federation of Miners (en) (WFM) est organisée sur un modèle industriel. Elle partira bientôt de l'American Federation of Labor (AFL) pour créer les Industrial Workers of the World (IWW), organisé - comme son nom l'indique - par syndicat d'industrie. 
Le Congress of Industrial Organizations (CIO), qui syndique les ouvriers non qualifiés à partir des années 1920 pratique principalement le syndicalisme d'industrie. Mais depuis sa fusion avec l'AFL en 1955, résultant dans l'AFL-CIO les syndicats de cette fédération ont un mix entre syndicat de métier et syndicat d'industrie. 

### France
En France, les syndicalistes révolutionnaires vont transformer la CGT, fusion de la grande majorité des syndicats existant comprenant de nombreuses formes d'organisation. Les premiers secrétaires confédéraux, Fernand Pelloutier et Victor Griffuelhes bataillent pour calquer la CGT sur un modèle de syndicalisme d'industrie. 
À partir de mai 1968, la création des Comités d'entreprise chamboule les organisations syndicales, qui adoptent pour certaines l'option du syndicalisme d'entreprise pour coller aux CE.
Certaines organisations syndicales gardent quand même le modèle de syndicalisme d'industrie, par exemple la CFDT avec des syndicats départementaux. Pour d'autres, c'est un mélange qui dépend des localités et des branches professionnelles.